# Piaggio P.2

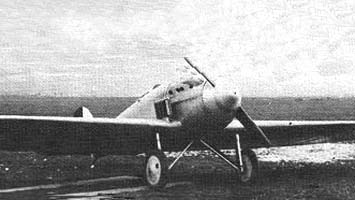

Piaggio P.2 là một mẫu thử máy bay tiêm kích của Ý, do hãng Piaggio chế tạo năm 1923.

## Quốc gia sử dụng
Ý
- Regia Aeronautica

## Tính năng kỹ chiến thuật
Đặc điểm tổng quát
- Kíp lái: 1
- Chiều dài: 7.00 m (22 ft 11⅔ in)
- Sải cánh: 10.58 m (34 ft 8½ in)
- Chiều cao: 2.20 m (7 ft 2⅔ in)
- Diện tích cánh: 20.08 m2 (216.15 ft2)
- Trọng lượng rỗng: 867 kg (1.911 lb)
- Trọng lượng có tải: 1.182 kg (2.606 lb)
- Powerplant: 1 × Hispano-Suiza HS 42, kiểu động cơ 8 xylanh làm mát bằng nước, 224 kW (300 hp)

Hiệu suất bay
- Vận tốc cực đại: 233 km/h (145 mph)
- Thời gian bay: 2 giờ  36 phút

Vũ khí trang bị
- 2 × súng máy[1]